# Schemtschuschnoje
Schemtschuschnoje (russisch Жемчужное, deutsch Kirche Schaaken) ist ein Ort in der russischen Oblast Kaliningrad. Er gehört zur kommunalen Selbstverwaltungseinheit Stadtkreis Gurjewsk im Rajon Gurjewsk.

## Geographische Lage
Schemtschuschnoje liegt vier Kilometer südlich der Küste des Frischen Haffs (russisch: Kurschski saliw) und 25 Kilometer nordöstlich der Oblasthauptstadt Kaliningrad (Königsberg). Der Ort ist über die Kommunalstraße 27K-053 von Gurjewsk (Neuhausen) nach Kaschirskoje (Schaaksvitte) am Kurischen Haff zu erreichen. Innerorts zweigt die Kommunalstraße 27K-044 nach Nekrassowo (Liska-Schaaken) ab, und eine recht unwegsame Verbindungsstraße führt in östliche Richtung nach Prawdino (Thiemsdorf).
Bis 1945 war Kirche Schaaken eine Bahnstation an der Bahnstrecke Prawten–Schaaksvitte (russisch: Lomonossowo–Kaschirskoje) der Königsberger Kleinbahn, die danach nicht mehr in Betrieb war.

## Geschichte
Vor 1945 bestand der Ort Schaaken aus drei Teilen: Liska-Schaaken (russisch: Nekrassowo), Domäne Schaaken (ist in Nekrassowo aufgegangen) und Kirche Schaaken. Kirche Schaaken als Kirchdorf schon in vorreformatorischer Zeit kam 1874 mit Liska-Schaaken und Domäne Schaaken zum neu gegründeten Amtsbezirk Schaaken, der bis 1945 bestand. Er gehörte bis 1939 zum Landkreis Königsberg (Preußen), danach zum Landkreis Samland im Regierungsbezirk Königsberg der preußischen Provinz Ostpreußen. Am 27. Mai 1893 wurde die damals kommunalfreie Ortschaft Kirche Schaaken in die Landgemeinde Liska-Schaaken (Nekrassowo) eingegliedert.
Nach dem Zweiten Weltkrieg wurde Kirche Schaaken mit dem nördlichen Ostpreußen im Sommer 1945 gemäß dem Potsdamer Abkommen von der sowjetischen Besatzungsmacht unter sowjetische Verwaltung gestellt. Im Jahr 1947 erhielt der Ort wieder verselbständigt die russische Bezeichnung Schemtschuschnoje (schemtschusny = Perl-) und wurde gleichzeitig dem Dorfsowjet Kaschirski selski Sowet im Rajon Gurjewsk zugeordnet. Im Jahr 1954 gelangte der Ort in den Marschalski selski Sowet. Von 2008 bis 2013 gehörte Schemtschuschnoje zur Landgemeinde Chrabrowskoje selskoje posselenije und seither zum Stadtkreis Gurjewsk.

## Kirche

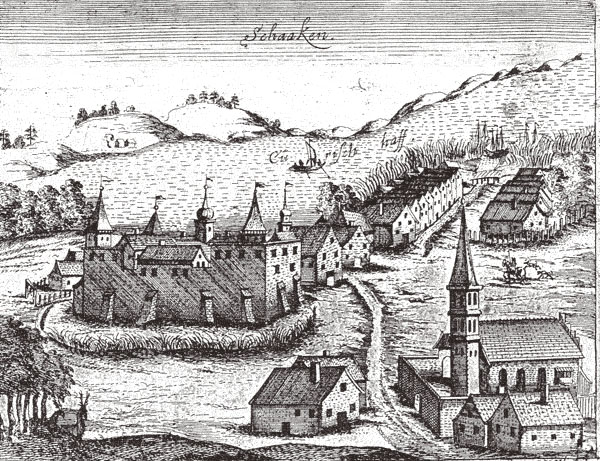
Schaaken mit Burg und Kirche in einer Ansicht von Caspar Henneberger aus dem Jahre 1576

→ Siehe dazu den Hauptartikel Kirchspiel Schaaken (mit Kirchspielorts- und Pfarrerliste)

### Kirchengebäude

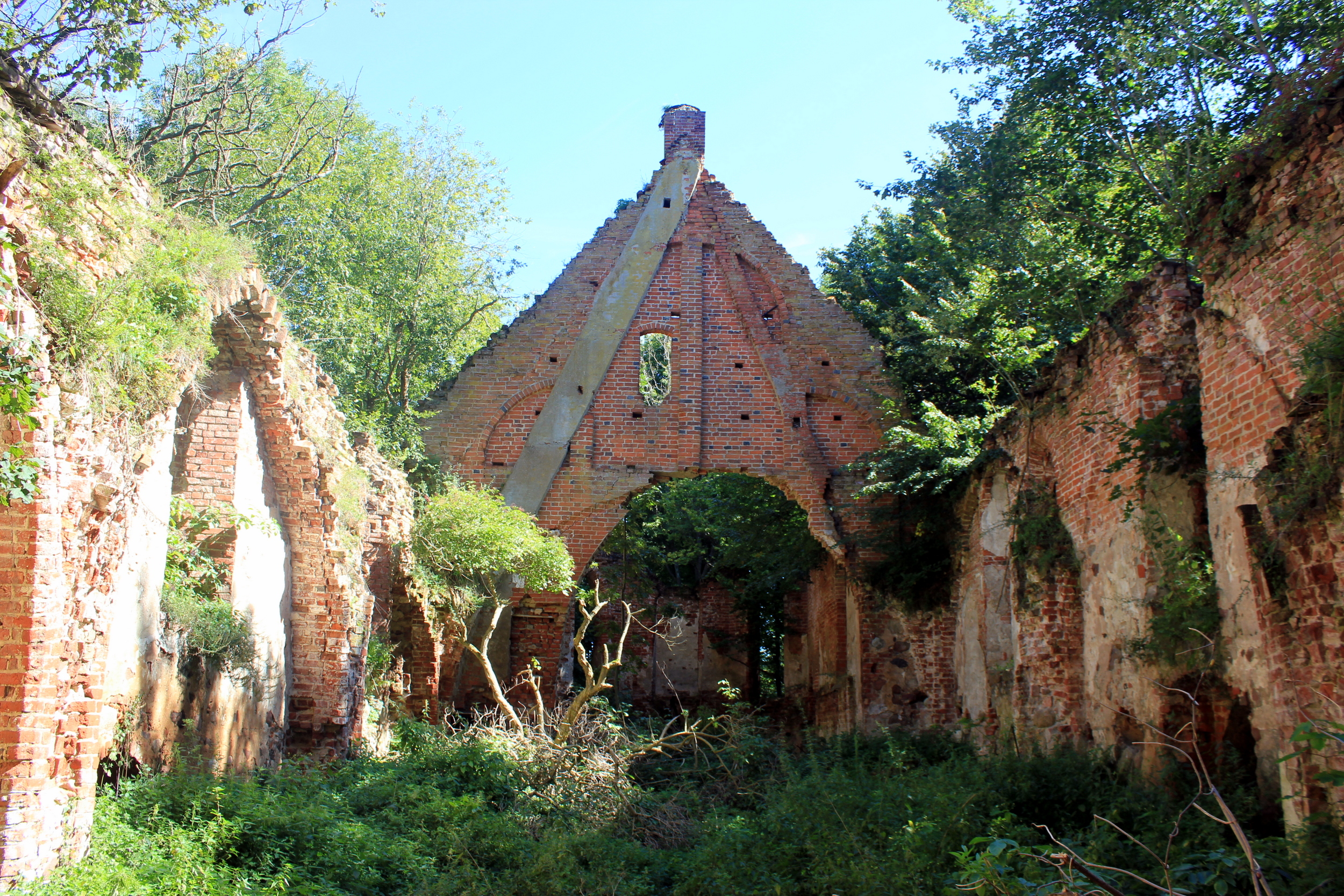
Kirchenruine im Sommer 2016

Das Gotteshaus in Kirche Schaaken, von dem heute lediglich noch eine Ruine steht, war ein für das Samland typischer verputzter Feldstein- und Backsteinbau mit dreiseitig geschlossenem Chor und stammte aus dem 14. Jahrhundert. Die im Zweiten Weltkrieg unzerstörte Kirche verfiel in den Nachkriegsjahren. 1966 wurde die Turmspitze abgenommen, und das mit Asbestplatten neu gedeckte Dach hielt bis in die 1980er Jahre. Heute sind noch die Außenmauern, der Turm und der Triumphbogen zwischen Langhaus und Chor erhalten.

### Kirchengemeinde
Bereits in vorreformatorischer Zeit war Schaaken ein Kirchdorf. Bis 1894 sogar eine eigene Inspektion, gehörte die Pfarrei danach mit der überwiegend evangelischen Schaakener Bevölkerung bis 1945 zum Kirchenkreis Königsberg-Land II in der Kirchenprovinz Ostpreußen der Kirche der Altpreußischen Union. Heute liegt Schemtschuschnoje im Einzugsgebiet der in den 1990er Jahren neu entstandenen evangelisch-lutherischen Kirchengemeinde in Marschalskoje (Gallgarben), einer Filialgemeinde der Auferstehungskirche in Kaliningrad (Königsberg) in der Propstei Kaliningrad der Evangelisch-lutherischen Kirche Europäisches Russland (ELKER).

## Persönlichkeiten
- Ludwig Ernst von Borowski, deutscher evangelischer Theologe und Generalsuperintendent für die Kirchenprovinz Ostpreußen der Kirche der Altpreußischen Union, war von 1770 bis 1782 Pfarrer und Superintendent für das Kirchspiel Schaaken